# Francina Margaretha van Huysum
Francina Margaretha van Huysum, född 1707, död 1789, var en nederländsk målare. 
Hon är främst känd för sina blomstermotiv. 

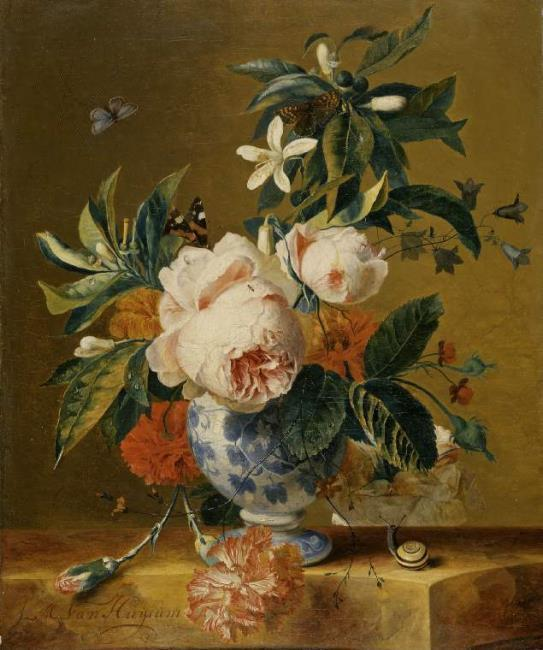
Flowers, Fitzwilliam Museum
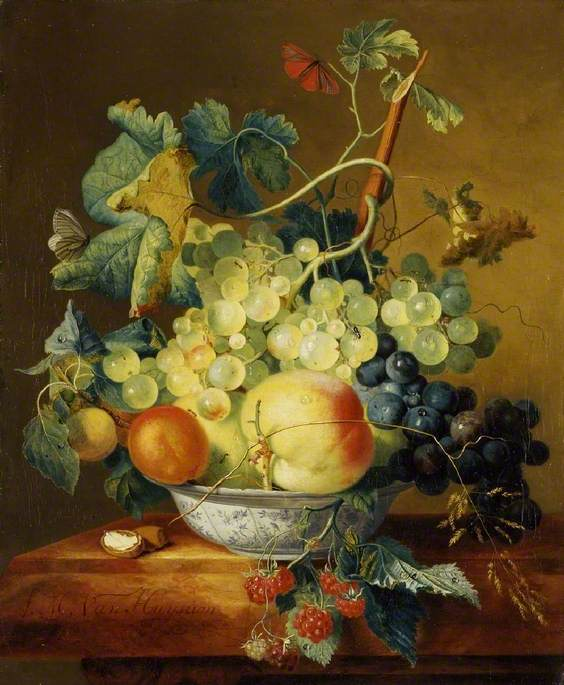
Fruit, Fitzwilliam Museum
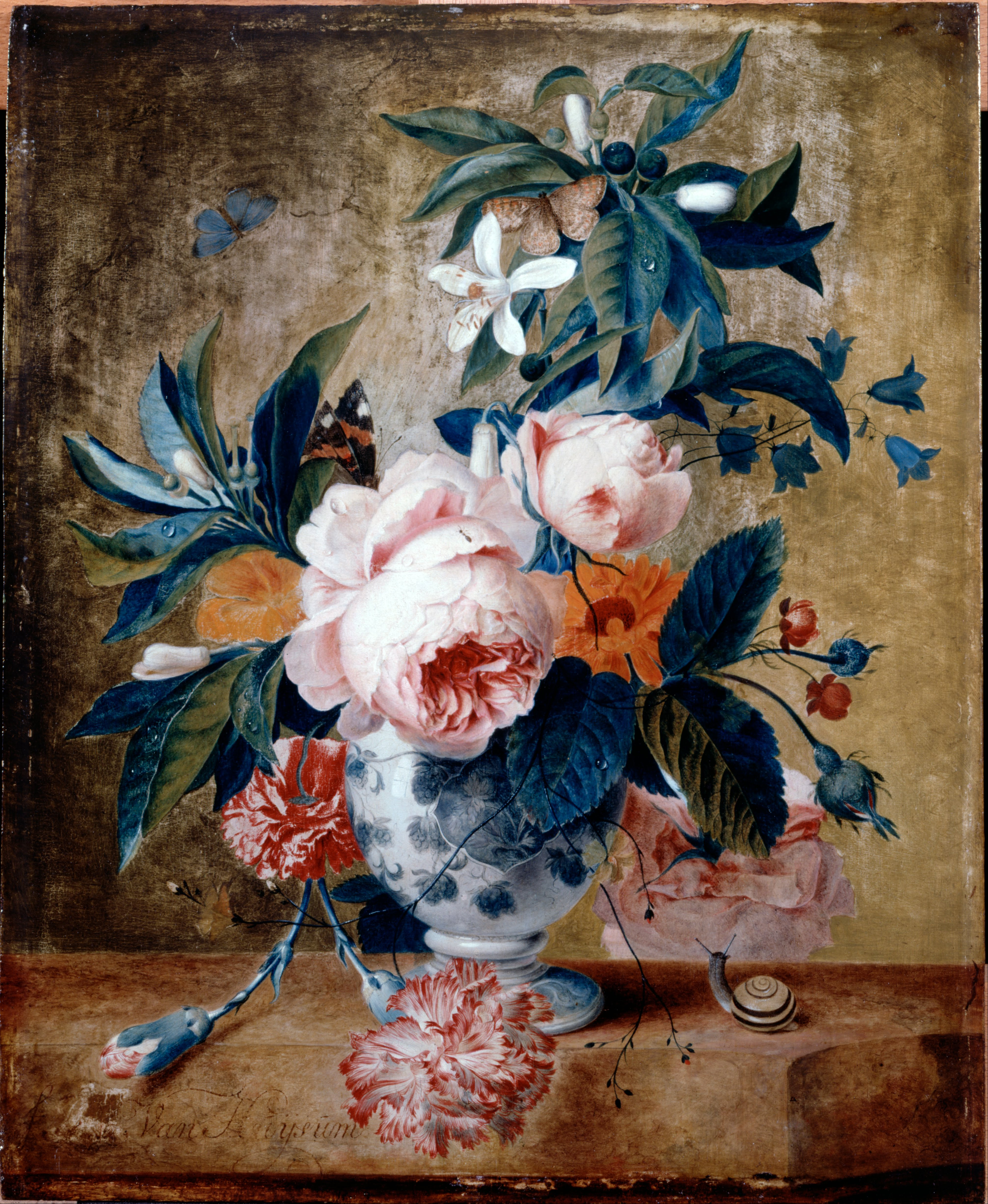
Flowers, Dulwich Picture Gallery
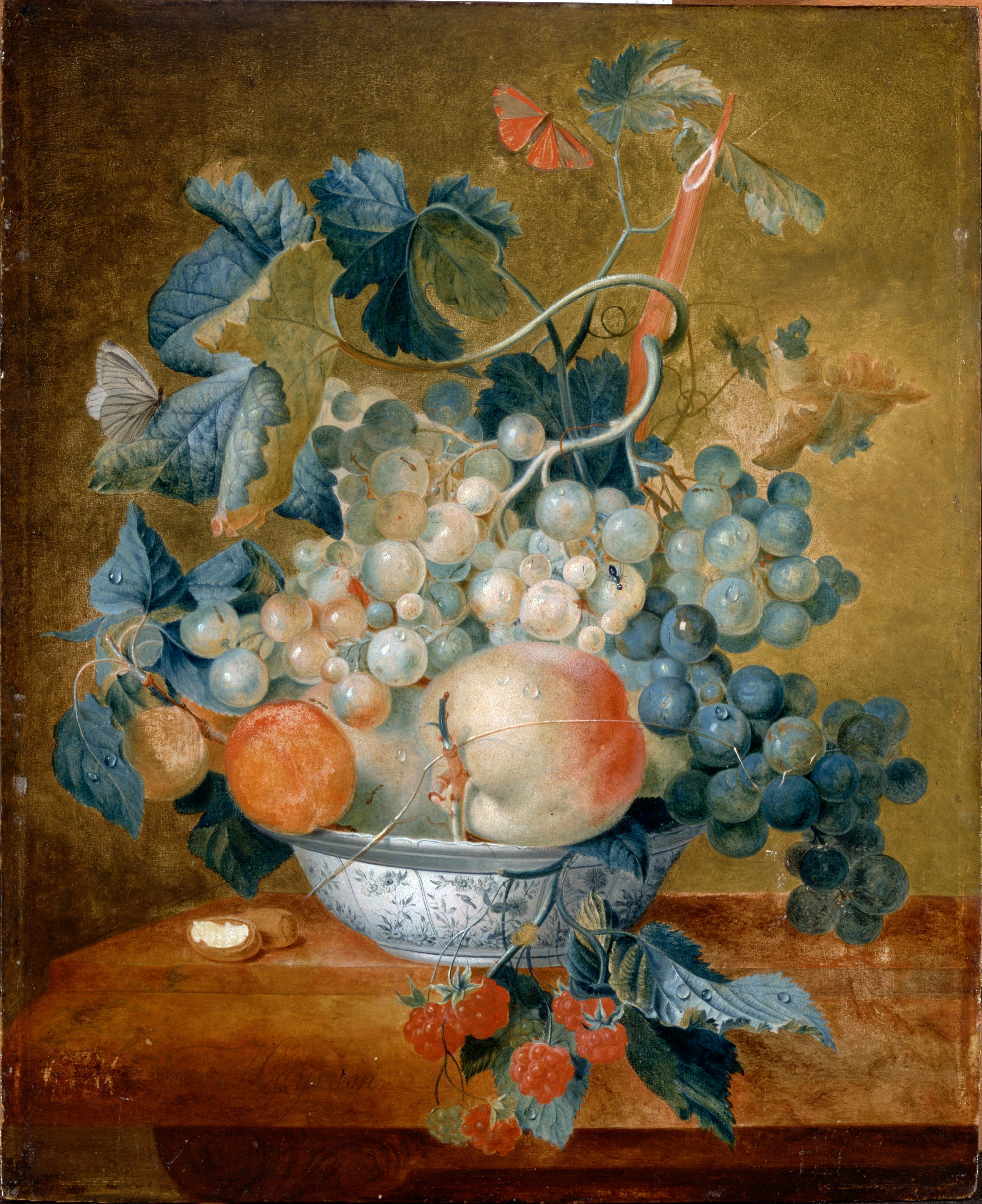
Fruit, Dulwich Picture Gallery